# Kaplica św. Mikołaja w Grudziądzu
Kaplica pod wezwaniem św. Mikołaja – dawna prawosławna kaplica filialna w Grudziądzu. Należała do parafii św. Mikołaja w Toruniu, w dekanacie kujawsko-pomorskim diecezji łódzko-poznańskiej Polskiego Autokefalicznego Kościoła Prawosławnego.
Obiekt znajduje się przy ulicy Cmentarnej 3A, w obrębie cmentarza ewangelicko-augsburskiego.
Kaplica funkcjonowała do października 2021 r., tj. do czasu erygowania samodzielnej parafii prawosławnej w Grudziądzu (i urządzenia w jej siedzibie – przy ulicy Armii Krajowej 20 – cerkwi).

## Opis poprzedniej kaplicy
Wcześniej użytkowana kaplica mieściła się w kamienicy pochodzącej z początku XX w., przy ulicy Legionów 51. Dla potrzeb religijnych była zaadaptowana część mieszkania znajdującego się na drugim piętrze budynku (lokal nr 5, obecnie mieszkalny). Wewnątrz znajdował się skromny ikonostas. Okna były ozdobione witrażami. Nabożeństwa odprawiano regularnie w niedziele i święta.